# Ikast Sogn
Ikast Sogn er et sogn i Ikast-Brande Provsti (Viborg Stift).
I 1800-tallet var Ikast Sogn et selvstændigt pastorat. Det hørte til Hammerum Herred i Ringkøbing Amt. Ikast sognekommune blev ved kommunalreformen i 1970 kernen i Ikast Kommune, der ved strukturreformen i 2007 indgik i Ikast-Brande Kommune.
I Ikast Sogn ligger Ikast Kirke, der blev genindviet i 1907 efter at den gamle Middelalderkirke var brændt i 1904, og Ikast Østre Kirke fra 1975.
Isenvad Kirke blev i 1893 indviet som filialkirke til Ikast Kirke. Isenvad blev et kirkedistrikt i Ikast Sogn. I 1979 blev Isenvad Kirkedistrikt udskilt fra Ikast Sogn som det selvstændige Isenvad Sogn.
Faurholt Kirke blev i 1912 indviet som filialkirke til Ikast Kirke. Faurholt blev et kirkedistrikt i Ikast Sogn. I 2010, blev Faurholt Kirkedistrikt udskilt fra Ikast Sogn som det selvstændige Faurholt Sogn.
Fonnesbæk Kirke blev indviet i 1994, og samme år blev Fonnesbæk Sogn udskilt fra Ikast Sogn.
I Ikast og Faurholt sogne findes følgende autoriserede stednavne:
- Eskelund (bebyggelse)
- Faurholt (bebyggelse)
- Faurholt Huse (bebyggelse)
- Grødde (bebyggelse, ejerlav)
- Hagelskær (bebyggelse)
- Hedegård (bebyggelse)
- Højris (bebyggelse, ejerlav)
- Ikast (bebyggelse)
- Kærshoved (bebyggelse, ejerlav)
- Marienlund (bebyggelse)
- Marienlund Mølle (bebyggelse)
- Nørkær (areal)
- Nørretoft (bebyggelse)
- Ravnsvad (bebyggelse, ejerlav)
- Remme (bebyggelse, ejerlav)
- Remme Mark (bebyggelse)
- Skelhøj Plantage (areal)
- Skovby (bebyggelse, ejerlav)
- Storgård (bebyggelse)
- Tulstrup (bebyggelse, ejerlav)
- Tulstrup Enge (areal)
- Tulstrup Hede (areal)
- Vester Tulstrup (bebyggelse)
- Vådde (bebyggelse, ejerlav)
- Øster Tulstrup (bebyggelse)